# 于尔根·方黑内尔
于尔根·方黑内尔（德語：Jürgen Fanghänel，1951年8月1日—），德国男子拳击运动员。他曾代表东德参加1972年、1976年和1980年夏季奥林匹克运动会拳击比赛，其中1980年奥运会获得一枚铜牌。